# Bummolo
Il bummolo o bummulu in lingua siciliana è un contenitore in terracotta utilizzato in Sicilia per mantenere l'acqua sempre fresca anche durante l'estate.
L'utilizzo del bummolo si basa su un comportamento noto dei liquidi che passano allo stato gassoso (evaporazione) mediante assorbimento di calore. Il materiale con cui è costruito il bummolo è permeabile e lascia traspirare continuamente una certa quantità d'acqua che, a contatto con l'aria calda dell'ambiente, si trasforma in vapore. L'assorbimento di calore che ne consegue avviene vicino alla superficie del contenitore che subisce quindi un abbassamento della temperatura sufficiente a mantenere il liquido sempre fresco, addirittura anche se esposto al sole.
Ha origini molto antiche. Ne sono stati rinvenuti esemplari risalenti al XII secolo.